# Wikipedia in tamil
La Wikipedia in tamil (in tamil தமிழ் விக்கிப்பீடியா), spesso abbreviata in ta.wiki, è l'edizione in lingua tamil dell'enciclopedia online Wikipedia.

## Storia
È stata aperta a settembre 2003.

## Statistiche
La Wikipedia in tamil ha 175 120 voci, 598 899 pagine, 244 831 utenti registrati di cui 246 attivi, 32 amministratori e una "profondità" (depth) di 42 (al 13 luglio 2025).
È la 59ª Wikipedia per numero di voci ma, come profondità, è la 36ª fra quelle con più di 100.000 voci (al 13 luglio 2025).

## Cronologia
- 27 aprile 2007 — supera le 10.000 voci
- 18 dicembre 2012 — supera le 50.000 voci ed è la 60ª Wikipedia per numero di voci
- 8 maggio 2017 — supera le 100.000 voci ed è la 59ª Wikipedia per numero di voci
- 3 dicembre 2022 — supera le 150.000 voci ed è la 61ª Wikipedia per numero di voci